# Sassey-sur-Meuse
Sassey-sur-Meuse és un municipi francès situat al departament del Mosa i a la regió del Gran Est. L'any 2007 tenia 115 habitants.

## Demografia

### Població
El 2007 la població de fet de Sassey-sur-Meuse era de 115 persones. Hi havia 53 famílies, de les quals 18 eren unipersonals (9 homes vivint sols i 9 dones vivint soles), 13 parelles sense fills, 9 parelles amb fills i 13 famílies monoparentals amb fills.
La població ha evolucionat segons el següent gràfic:
Habitants censats

### Habitatges
El 2007 hi havia 83 habitatges, 51 eren l'habitatge principal de la família, 24 eren segones residències i 8 estaven desocupats. 78 eren cases i 4 eren apartaments. Dels 51 habitatges principals, 39 estaven ocupats pels seus propietaris, 11 estaven llogats i ocupats pels llogaters i 1 estava cedit a títol gratuït; 1 tenia una cambra, 2 en tenien dues, 5 en tenien tres, 12 en tenien quatre i 31 en tenien cinc o més. 34 habitatges disposaven pel capbaix d'una plaça de pàrquing. A 26 habitatges hi havia un automòbil i a 18 n'hi havia dos o més.

### Piràmide de població
La piràmide de població per edats i sexe el 2009 era:
| Homes | Edats   | Dones |
| ----- | ------- | ----- |
| 0     | 95 o +  | 0     |
| 0     | 90 a 94 | 0     |
| 0     | 85 a 89 | 0     |
| 0     | 80 a 84 | 0     |
| 4     | 75 a 79 | 0     |
| 4     | 70 a 74 | 0     |
| 4     | 65 a 69 | 4     |
| 0     | 60 a 64 | 4     |
| 8     | 55 a 59 | 4     |
| 4     | 50 a 54 | 4     |
| 4     | 45 a 49 | 0     |
| 0     | 40 a 44 | 4     |
| 0     | 35 a 39 | 0     |
| 4     | 30 a 34 | 0     |
| 4     | 25 a 29 | 8     |
| 4     | 20 a 24 | 0     |
| 4     | 15 a 19 | 8     |
| 4     | 10 a 14 | 0     |
| 0     | 5 a 9   | 0     |
| 4     | 0 a 4   | 0     |

## Economia
El 2007 la població en edat de treballar era de 69 persones, 50 eren actives i 19 eren inactives. De les 50 persones actives 41 estaven ocupades (23 homes i 18 dones) i 8 estaven aturades (3 homes i 5 dones). De les 19 persones inactives 6 estaven jubilades, 6 estaven estudiant i 7 estaven classificades com a «altres inactius».

### Ingressos
El 2009 a Sassey-sur-Meuse hi havia 47 unitats fiscals que integraven 103 persones, la mediana anual d'ingressos fiscals per persona era de 13.377 €.

### Activitats econòmiques
Dels 4 establiments que hi havia el 2007, 1 era d'una empresa extractiva, 1 d'una empresa de construcció i 2 d'empreses immobiliàries.
L'únic servei als particulars que hi havia el 2009 era un paleta.
L'any 2000 a Sassey-sur-Meuse hi havia 8 explotacions agrícoles.

## Poblacions més properes
El següent diagrama mostra les poblacions més properes.